# Wily Peralta
Wily Peralta (* 8. Mai 1989 in Samaná, Dominikanische Republik) ist ein dominikanischer Baseballspieler in der Major League. Derzeit spielt er bei den Milwaukee Brewers auf der Position des Pitchers.

## Kindheit und Jugend
Peralta wuchs in Samaná auf, zog dann aber mit seiner Familie nach Santo Domingo, als er elf Jahre alt war, um mit seinem Onkel trainieren zu können. In der Zeit zuvor besaß er keinen Baseballhandschuh und er übte das Werfen des Balles mit einer Zitrone.

## Karriere

### Minor Leagues
Peralta wurde 2006 von den Milwaukee Brewers als Free Agent unter Vertrag genommen. Er spielte seine erste professionelle Saison bei den Arizona Brewers in der Rookie League. Nachdem er die Saison 2007 ausgesetzt hatte, kehrte er 2008 zurück in die Rookie League und spielte sowohl bei den Helena Brewers als auch bei West Virginia Power in der Class A.
2009 spielte er dann für den Class A-Club Wisconsin Timber Rattlers. In der Saison 2010 wechselte er wieder zwischen dem Advanced A-Club Brevard County Manatees und dem AA-Club Huntsville Stars, wurde aber nach der Saison in den 40 Spieler umfassenden Kader der Milwaukee Brewers aufgenommen. Auch 2011 begann Peralta zunächst bei den Stars, wurde allerdings zum Ende der Saison hin zu den Nashville Sounds geschickt.

### Major League Baseball
Am 21. April 2012 wurde Peralta dann in den Roster der Milwaukee Brewers aufgenommen, um Kameron Loe zu ersetzen und pitchte schon am Folgetag das erste Mal für sein neues Team gegen die Colorado Rockies. Nach nur einem Spiel und einem abgegebenen Run war das Spiel für ihn allerdings schon wieder beendet. Sein erstes Spiel in der MLB von Beginn an macht er am 5. September 2012 gegen die Miami Marlins. Am 9. Juli 2013 pitchte er dann gegen die Cincinnati Reds das erste Mal in seiner Karriere ein komplettes Spiel. Dies war zuletzt am 5. April 2011 der Fall, als Yovani Gallardo gegen die Atlanta Braves ein komplettes Spiel beendete.